# Labidiosticta
Labidiosticta is een geslacht van libellen (Odonata) uit de familie van de Isostictidae.

## Soorten
Labidiosticta omvat 1 soort:
- Labidiosticta vallisi (Fraser, 1955)